# Gemsbok
De gemsbok of spiesbok (Oryx gazella) is een evenhoevig zoogdier uit de familie van de holhoornigen (Bovidae). De wetenschappelijke naam van de soort werd als Capra gazella in 1758 gepubliceerd door Carl Linnaeus in de tiende editie van Systema naturae. De soort wordt tot de informele groep van de antilopen gerekend. Hij komt voor in Afrika in droge streken als de Kalahari en de Namib-woestijn.

## Kenmerken
De vacht is zandbruin met een zwarte streep laag op de flank. De kop, oren, buik en poten zijn contrasterend zwart en wit. De staart is zwart. Op hun kop hebben ze geringde hoorns. Ze hebben een brede snuit, met een rij forse snijtanden, geschikt voor het eten van taaie grassen. De lichaamslengte bedraagt 160 tot 240 cm, de staartlengte 45 tot 90 cm en het gewicht 100 tot 210 kg.

## Leefwijze
Gemsbokken leven in kuddes, gemiddeld zijn de kuddes 14 individuen groot maar dit kan oplopen tot 50 tot 200 dieren in tijden van regen of migratie. De kudde bestaat uit een aantal mannetjes, waarvan er 1 dominant is, en meerdere vrouwtjes. Ze zwerven voornamelijk door de woestijn en kunnen daardoor weken overleven zonder water. Doordat de temperaturen in de woestijn hoog oplopen zijn de gemsbokken schemeractief.
De dieren zijn voornamelijk grazers, maar kunnen, als de droge periode is aangebroken of het gras schaars is, tot een meter diep graven op zoek naar wortels en knollen. Hun water kunnen ze uit wilde meloenen en komkommers halen, hier zit voldoende in om aan hun waterbehoefte te voldoen.

## Voortplanting
De gemsbok heeft geen specifiek paarseizoen, maar door de gelijklopende cyclus van de vrouwtjes zullen de kalveren allemaal ongeveer even oud zijn. Na 270 dagen dracht zondert het vrouwtje zich af van de kudde en bevalt van een kalf. De vrouwtjes verstoppen hun kalf en keren twee à drie keer per dag terug om de hun jong te laten zogen. Dit duurt zes weken waarna het kalf en de moeder zich weer bij de kudde voegen. 
Het kalf word vervolgens met drieënhalve maand gespeend en is een maand later volledig zelfstandig. Zowel de mannetjes als vrouwtjes zijn zodra ze 1,5 tot 2 jaar oud zijn in staat om zich voort te planten.

## Verspreiding en leefgebied
De kuddes komen vooral voor in Zuid-West Afrika, voornamelijk in de landen rond de Namib en Kalahari woestijn. Dit zijn de landen Botswana, Zimbabwe, Namibië en Zuid-Afrika. Voorheen leefden de gemsbokken ook in Angola maar daar zijn zij plaatselijk uitgestorven.

## Taxonomie
In het verleden werd de Oost-Afrikaanse oryx of beisa (Oryx beisa), die voorkomt van Tanzania tot Ethiopië, als een aparte soort gezien. Tegenwoordig worden Oryx gazella en Oryx beisa tot dezelfde soort gerekend.